# Helpup
Helpup ist ein Ortsteil von Oerlinghausen im Kreis Lippe in Nordrhein-Westfalen.

## Geografische Lage
Der Ort hat etwa 4579 Einwohner (Stand 2021) und liegt nördlich des Teutoburger Waldes, direkt an der B 66 zwischen Bielefeld und Lage. Durch Helpup fließt der Haferbach.

## Geschichte

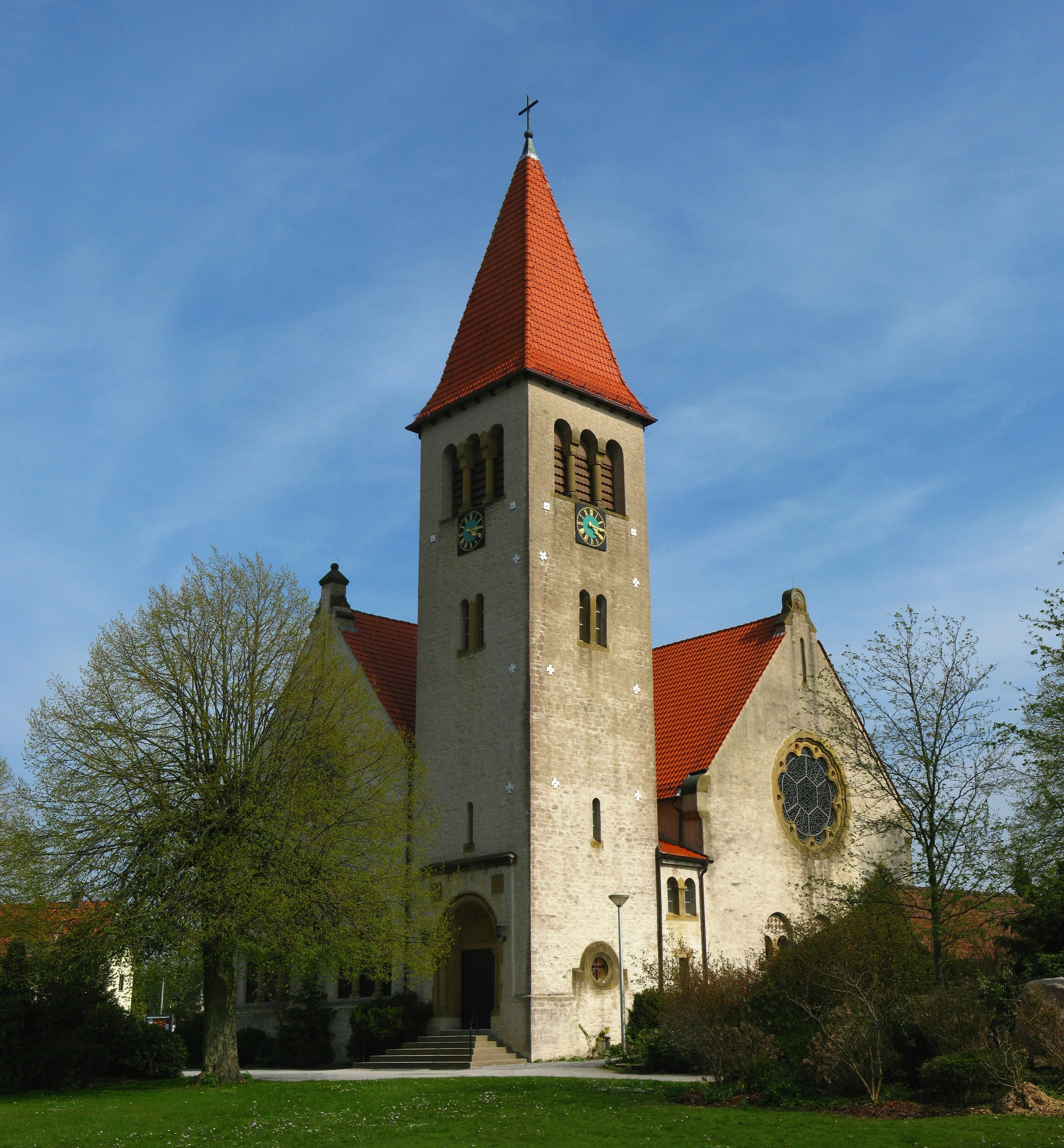
Die ev. ref. Kirche in Helpup

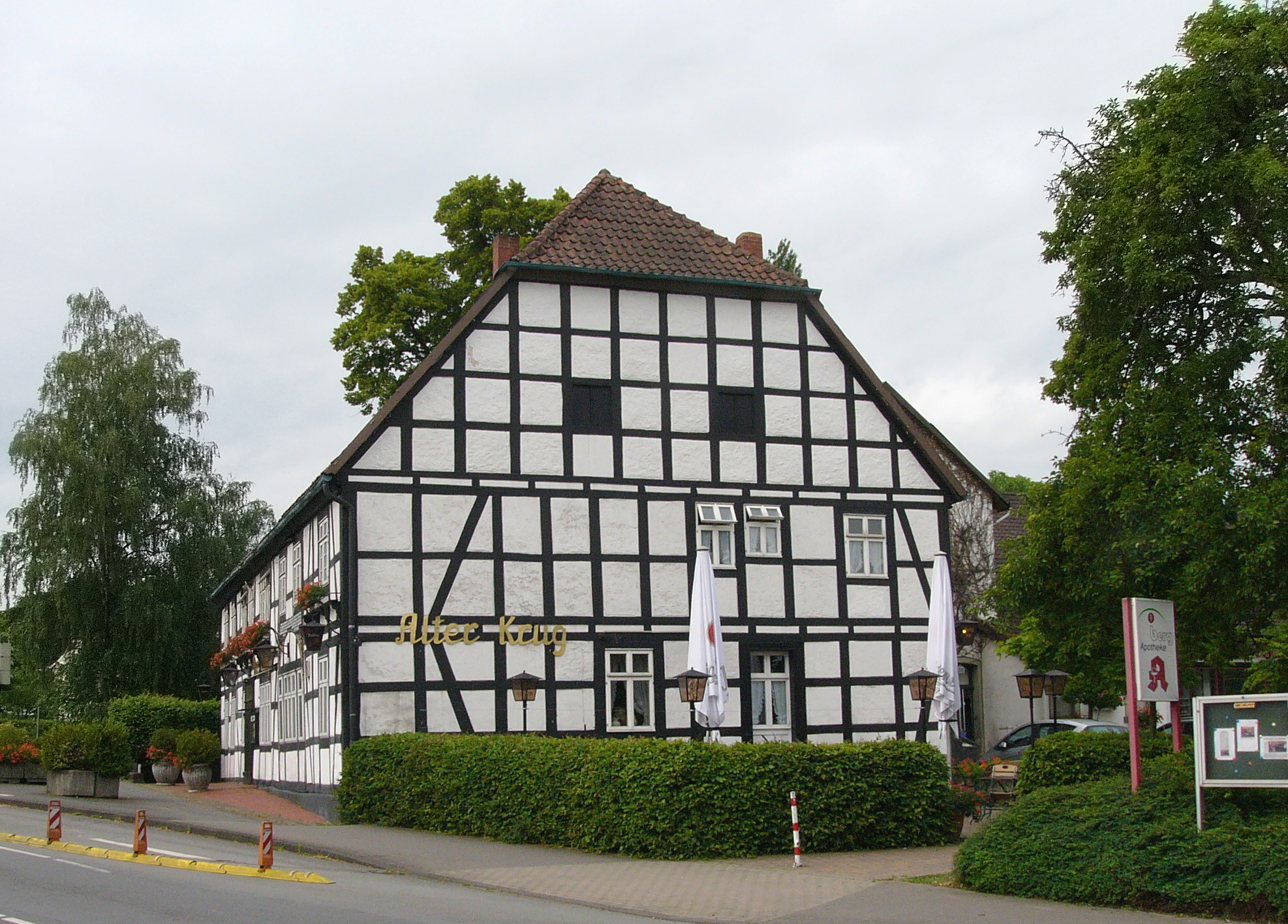
Alter Krug

Vor 500 Jahren bestand Helpup aus einer Ansammlung einzelner Höfe und den dazugehörenden Ackerflächen in den Dörfern Währentrup, Mackenbruch und Wellentrup. Mittelpunkt war der heute noch existierende Alte Krug, ein 1829 an alter Stelle neu erbautes Fachwerkhaus. 1770 bekam Helpup offiziell die erste Schule in einem Privathaus, bis 1800 eine zweiklassige Schule an der Detmolder Straße 66 errichtet wurde.
Am 20. März 1908 erhielten die Gemeinden Mackenbruch, Währentrup, Wellentrup und Greste eine eigene Kirche gegenüber dem Alten Krug. Die evangelisch-reformierte Kirche wurde am 20. März 1908 in Anwesenheit des lippischen Fürsten Leopold IV. feierlich eingeweiht. Zu Beginn des 20. Jahrhunderts setzte sich der Name Helpup immer stärker durch. So trug die Kirche (1908), der Sportverein (1911), die Liedertafel (1913) und das Postamt (1913) den neuen Namen. Sogar der Bahnhof Kachtenhausen wurde 1913 in Bahnhof Helpup umbenannt.
Um 1910 hatten die damals zum Amt Oerlinghausen gehörenden Gemeinden Währentrup (826 Einwohner), Wellentrup (885) und Mackenbruch (450) zusammen bereits über 2150 Einwohner.
Am 1. April 1957 entstand die Gemeinde Helpup aus den ehemals selbständigen Gemeinden Währentrup und Mackenbruch sowie Teilen der Gemeinde Wellentrup. Am 1. Januar 1960 hatte Helpup 3243 Einwohner. Albrecht Heißenberg war der erste Bürgermeister von Helpup. Die Selbständigkeit währte nur zwölf Jahre und endete am 1. Januar 1969 mit der Eingemeindung in die Stadt Oerlinghausen.

### Name
Die Wirtsfamilie des Alten Kruges war namensgebend für den Ort Helpup. Den Wirt nannte man zeit seines Lebens nur Helpup. Da die von ihm vor 1640 gegründete  Gaststätte am Beginn des langen Anstiegs zum Teutoburger Wald lag, bot er den vorbeiziehenden Fuhrwerken seine Dienste an. Der Ruf help up (hilf hinauf) signalisierte ihm, dass ein zusätzliches Gespann benötigt wurde, um den steilen Anstieg nach Oerlinghausen zu bewältigen. Im Helpuper Wappen ist diese Geschichte dargestellt.

### Einwohnerentwicklung
| Jahr      | 1860 | 1939 | 1962 |
| Einwohner | 1290 | 1557 | 3378 |
| --------- | ---- | ---- | ---- |

## Verkehr und Infrastruktur

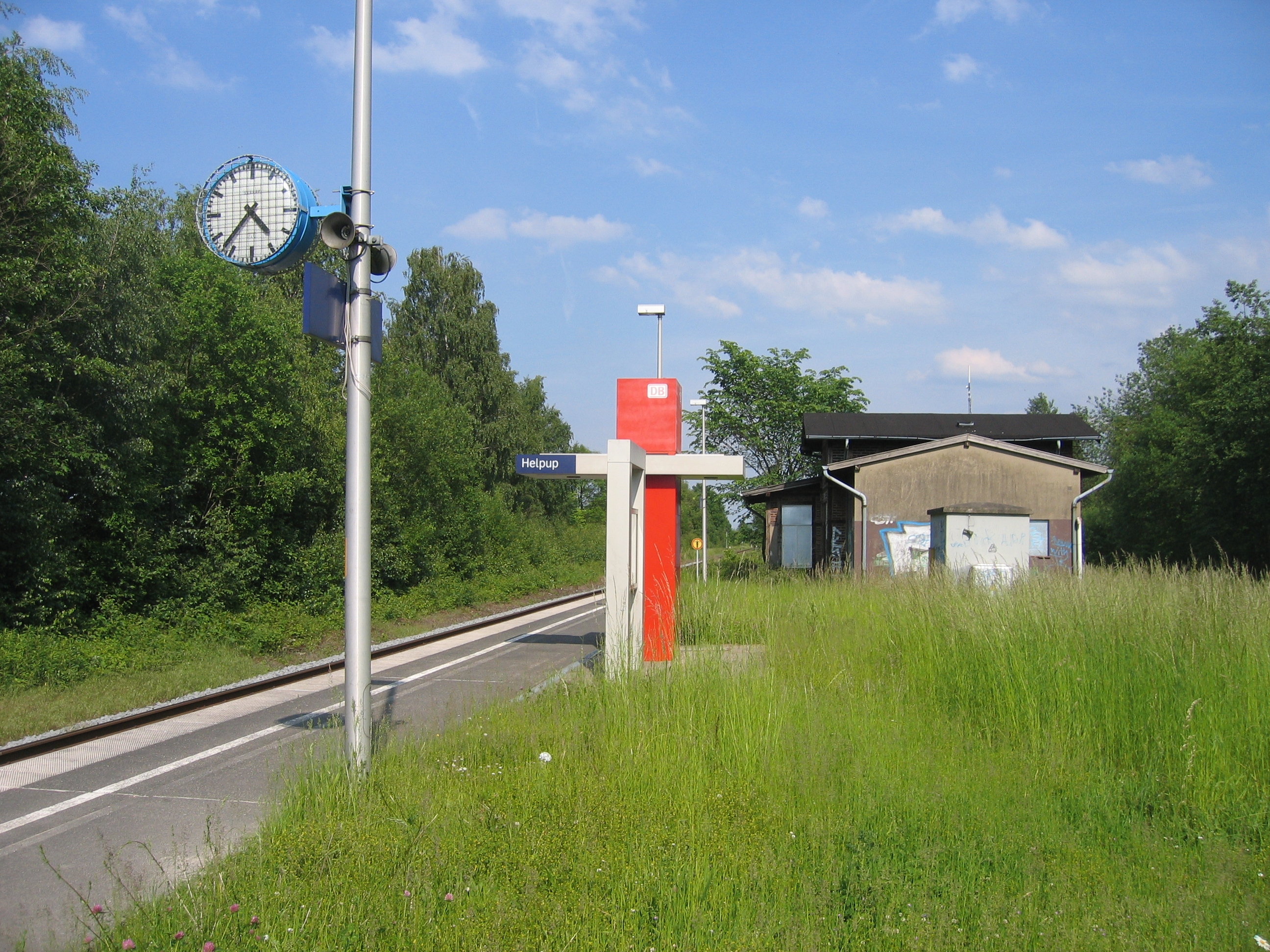
Bahnhaltepunkt Helpup

Der Haltepunkt Helpup liegt an der Bahnstrecke Bielefeld–Lage-Lemgo. Die Strecke wird durch die eurobahn im Stundentakt mit der RB 73 „Der Lipperländer“ bedient.

## Sport
Der TuS Helpup ist der örtliche Sportverein mit Abteilungen für Korbball, Fußball, Faustball, Badminton, Ju-Jutsu, Schwimmen, Tischtennis, Turnen und Volleyball.

## Söhne und Töchter
- Ewald Berkemeier, langjähriger Politiker, letzter Bürgermeister Helpups[12]
- Friedrich Bödeker (1867–1937), Handwerker und Kakteenforscher, wurde in Währentrup geboren
- Alois Fietz, langjähriger bekannter Helpuper Schwimm-Meister, Namensgeber des Alois-Fietz-Pokals der Schwimmabteilung des TuS Helpup[13]
- Reinhold Hanning (1921–2017), ehemaliger SS-Unterscharführer in KZ-Wachmannschaften
- Friedrich Hermeier, Landwirt und Vorsteher von Währentrup[14]
- Albrecht Heißenberg, erster Bürgermeister Helpups[15]
- Albrecht Ober, Vorsteher und Bürgermeister von Währentrup, Namensgeber des Albrecht-Ober-Platzes in Helpup[16]
- Alfred Vogelsänger (1914–1998), Werbefotograf, Gründer der Vogelsänger-Studios[17]
- Karl Waldhecker, ehemaliger Wirt des Alten Krugs, Namensgeber des Karlsplatzes in Helpup[18]